# Граф многоугольников на окружности

Слева — множество многоугольников, вписанных в окружность. Справа — соответствующий граф многоугольников на окружности (граф пересечений многоугольников). Внизу — чередующаяся последовательность многоугольников по окружности.

В теории графов графом многоугольников на окружности  или паутиной называется граф пересечений, в котором каждая вершина соответствует многоугольнику с вершинами, лежащими на окружности, а рёбра, соединяющие две вершины графа, задаются пересечением двух многоугольников, соответствующих этим вершинам. Графы многоугольников на окружности предложены впервые в 1988 году Михаэлем Феллоузом.
Граф многоугольников на окружности можно задать «чередующейся последовательностью». Такую последовательность можно получить разорвав окружность в произвольном месте и перечислив вершины многоугольников, идя вдоль окружности. Такая последовательность единственна.

## Распознавание
М. Кёбе (M. Koebe) объявил об алгоритме распознавания графа за полиномиальное время, но этот алгоритм нигде не был опубликован. Такой алгоритм впервые опубликовали Пергель (M. Pergel) и Краточвил (J. Kratochvíl).